# Hedwig Raabe

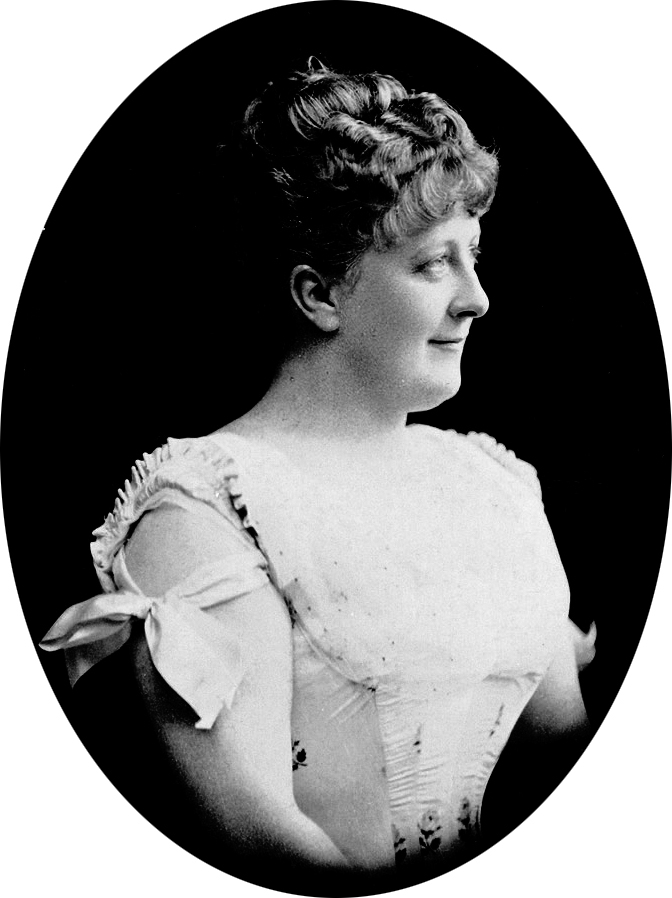
Hedwig Niemann-Raabe

Hedwig Raabe (* 3. Dezember 1844 in Magdeburg; † 20. April 1905 in Berlin, verheiratete Hedwig Niemann-Raabe) war eine deutsche Schauspielerin.

## Leben
Sie betrat schon als Kind (so als Cilli im Donauweibchen, als Infantin im Don Karlos) die Bühne. Sie kam mit 14 Jahren an das Thaliatheater in Hamburg, wo ihr Onkel, der Komiker Wilke, damals wirkte, später nach Stettin, wo sie nach kurzer Zeit Franz Wallner für sein Theater in Berlin gewann, und erhielt 1864 nach vorübergehenden Engagements in Mainz und Prag eine dauernde Stellung am deutschen Hoftheater zu Sankt Petersburg, von wo aus sie jeden Sommer Gastspielreisen nach Deutschland unternahm.
1868 gab sie ihr Engagement auf und gastierte seitdem ausschließlich. Im März 1871 heiratete sie den Tenor und Opernsänger Albert Niemann und führte danach den Doppelnamen Hedwig Niemann-Raabe. Seit 1883 gehörte sie dem Deutschen Theater zu Berlin an.
Hedwig Niemann-Raabe starb 1905 im Alter von 60 Jahren in Berlin und wurde auf dem Alten St.-Matthäus-Kirchhof in Schöneberg beigesetzt. Im Zuge der von den Nationalsozialisten 1938/1939 durchgeführten Einebnungen auf dem Friedhof wurden ihre sterblichen Überreste, ebenso wie die ihres 1917 verstorbenen Gatten, auf den Südwestkirchhof Stahnsdorf bei Berlin umgebettet.

## Bewertung
Der Kunstcharakter ihrer Darstellungsweise war ein gesunder, heiterer und schöner Realismus; treffend hat man sie in ihren frühen Jahren eine „Repräsentantin des Backfischtums in seiner idealen Verklärung“ genannt, während sie danach besonders in den Frauencharakteren des modernen französischen Repertoires Außergewöhnliches leistete. Der Kritiker Georg Brandes notierte anlässlich der Berliner Erstaufführung von Ibsens Nora im Jahr 1880: 

„Die Niemann-Raabe verfügt über mehr natürliche Bedingungen, um Noras naive Phase darzustellen, als irgendeine Schauspielerin im Norden. Trotz ihrer vierzig Jahre hat sie nicht nur ein hinreißendes Äußeres und ein unendlich ausdrucksvolles Gesicht, sondern scheint überladen mit elektrischer Energie. Wo sie geht und steht, leuchten und sprühen Jugend, Leben und Lebenslust. Sie war unwiderstehlich natürlich, solange sie Kind war.“

## Trivia
Wie jede Schauspielerin, hatte die Raabe viele Verehrer, unter ihnen auch den jungen Friedrich Nietzsche, der im Juni 1866 einen schwärmerischen Brief an sie richtete; doch seine Begeisterung stieß offenbar auf keine Gegenliebe. Wilhelm Weischedel schreibt hierzu: „Ein andermal schwärmt er von fern für eine Schauspielerin und schickt ihr eigens für sie gedichtete und komponierte Lieder ins Haus; einer Antwort wird er freilich, soweit wir wissen, nicht gewürdigt.“